# Вильнюсский завод спортивных автомобилей (VFTS)
Вильнюсская фабрика транспортных средств или же Вильнюсский завод спортивных автомобилей, сокращенно VFTS — государственное предприятие, ранее существовавшее в Литовской ССР и занимавшееся изготовлением спортивных автомобилей на базе обычных серийных, как правило марки ВАЗ. Существовало со второй половины 1970-х по начало 1990-х годов.

## История
Основателем и идейным вдохновителем предприятия VFTS принято считать известного в СССР литовского автоспортсмена Стасиса Казимировича Брундзу, который являлся не только автогонщиком, но и инженером, а также водителем-испытателем на Ижевском автозаводе. После того, как в 1975 году Брундза вернулся из Ижевска в Литву, он окончил местный Вильнюсский инженерно-строительный институт по специальности «автомобиль и автохозяйство».
В 1970-е годы продолжал активно развиваться советский автоспорт, и наиболее массовыми были раллийные соревнования. Для нужд спортсменов были необходимы специально доработанные серийные автомобили. Заводские раллийные команды существовали у заводов АЗЛК, ИЖ, ГАЗ, ВАЗ, но там в-основном готовили машины для нужд собственных команд. В то же время, больше всего подходили для применения в автоспорте Жигули, и их подготовку требовалось поставить на массовую основу. Во второй половине 1970-х за это активно взялся «Вихур», производственный комбинат ЦК ДОСААФ Эстонской ССР. На их автомобилях выступал в международных соревнованиях ряд экипажей сборной СССР по ралли, но спортсмены критиковали «вихуровцев» за не всегда высокое качество подготовки спортивной техники.
В то же время, ещё в 1975 году Стасис Брундза впервые подготовил спортивный вариант ВАЗ-21011, на котором показывал отличные результаты. Годом позже он стал шестым на ралли Акрополис-1976, за рулём ВАЗ-2103, подготовленным его командой. Что стало лучшим результатом для советского раллиста и советского автомобиля в истории этапов чемпионата мира по ралли.
В 1978 году для улучшения условий работы Стасису Брундзе, механику высшей квалификации Зигмунду Киверту, и их коллегам был выделен небольшой участок (408 квадратных метров) Вильнюсского авторемонтного завода (Vilniaus automobilių remontas gamykla, сокращённо VARG), подчинявшегося Министерству автомобильного транспорта и шоссейных дорог Литовской ССР. Значительную помощь в организации предприятия оказал и местный ДОСААФ. Задачей коллектива стал мелкосерийный выпуск раллийных машин. Первой моделью предприятия стала Lada 1600 Rally, созданная на основе серийного ВАЗ-21011. Автомобили ВАЗ доставляли на завод целиком, где их разбирали до винтика, а затем собирали вновь значительно дорабатывая для условий раллийных гонок, со временем начали изготавливать много оригинальных деталей на собственном оборудовании (в ВАЗ-2105 ВФТС таких деталей было более полутысячи). Вместе с Брундзой на предприятии работали инженеры Витольдас Силевичус, Ромас Юкнялявичус. Мастера Саулюс Заланскас и Герникас Шилинис. Дизайнеры Вигандас Улицкас, Арунас Волунгявичус. Подготовленные автомобили продавались не только советским автоспортивным клубам, но и экспортировались, где у местных импортёров АвтоВАЗа становились живой рекламой, принимая участия в местных ралли.
Постепенно в 1980-х площадь предприятия расширилась до 1500 квадратных метров. У предприятия появились собственное конструкторское бюро, экспериментальный цех, лаборатория по испытанию агрегатов. За год коллектив из 50 человек был способен подготовить до 200 автомобилей разной спортивной категории. Тогда же в начале 1980-х VFTS начала переоборудовать для ралли новую модель «Жигулей» ВАЗ-2105. Позже, ко второй половине 1980-х это уже были ВАЗ-2108.
Продукция предприятия VFTS вызывала интерес в Греции и Франции, Германии и Швеции. Кроме сотрудничества с АвтоВАЗом, основным поставщиком автомобилей для завода, VFTS кооперировался так же с Пренайским экспериментальным заводом спортивной авиации ДОСААФ, который выпускал для Вильнюсского предприятия аэродинамические формы автомобилей, а также с чехословацким предприятием Metalex. Всесоюзное объединение «Автоэкспорт» заинтересованное в рекламе ВАЗовской продукции на внешних рынках также оказывало помощь литовцам с оригинальным импортными узлами и агрегатами для их автомобилей.
В 1990 году предприятие VFTS переехало на собственную территорию, специально построенные для этого помещения на улице Яченю. После распада СССР в 1991 году, популярность автоспорта на время снизилась. Завод был переименован в EVA (Experimental Vilnius Autoplant) — «Экспериментальный Вильнюсский автозавод» (хотя аббревиатура «ЭВА» использовалась предприятием для наименования некоторых моделей с середины 1980-х), и ещё несколько лет готовил автомобили поступавшие из Тольятти, но в конце концов прекратил своё существование.

## Продукция

### ВАЗ-2105 ВФТС

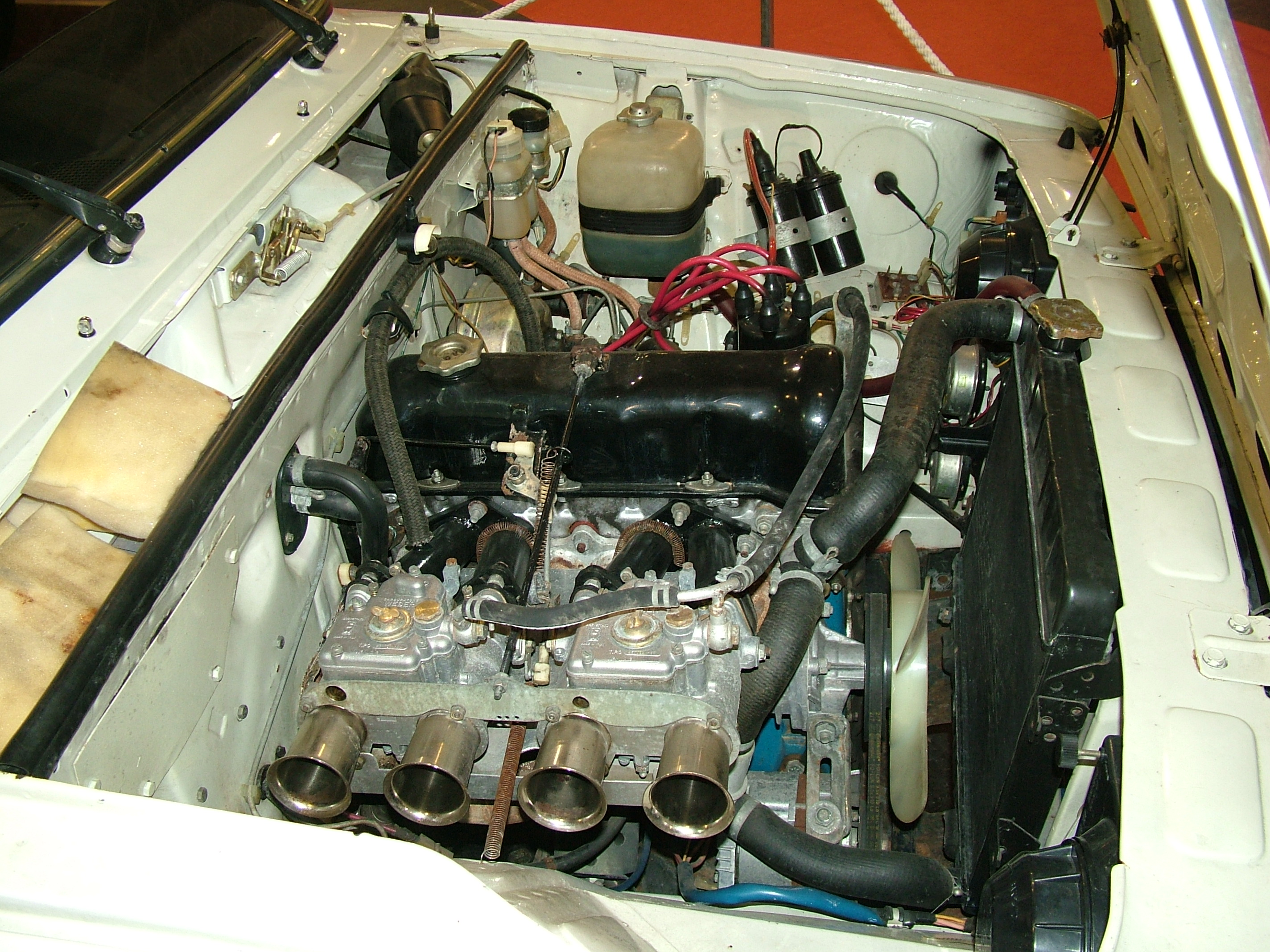
Подкапотное пространство Lada 2105 VFTS 1982 года

Литовским предприятием строились спортивные автомобили ВАЗ по регламенту Группы B с самого начала введения этого класса в 1982 году, имевшего очень либеральные технические требования к конструкции. Главная продукция в тот период — ВАЗ-2105 ВФТС (LADA-VFTS), который оснащался форсированным двигателем ВАЗ-2106, с применением карбюраторов WEBER 45 DCOE (1,6 л, 160 л. с. (при 7000 об/мин), 165 Н·м (при 5500 об/мин) и 4- и 5-ступенчатыми КПП, с кулачковыми муфтами включения. В целях снижения массы, часть металлических кузовных деталей заменялись алюминиевыми (в том числе двери) и пластиковыми элементами.
Автомобиль получил омологацию от ФИА 2 октября 1982 года под номером 222, и уже в ноябре состоялся его международный дебют на RAC Rally-1982, британском этапе чемпионата мира. Лучший результат в WRC для LADA 2105 VFTS — 12 место, был показан австрийцем Рудольфом Штолем в следующем году на ралли Греции. В последний раз советские гонщики вывели эту модель на старт в мировом первенстве на ралли Финляндии 1988 года. ВАЗ-2105 ВФТС использовали два сезона после запрета Группы B, пользуясь тем, что международная автомобильная федерация разрешила стартовать на машинах этой категории (с ограничением рабочего объёма двигателей до 1600 см³) в 1987 и 1988 годах на некоторых этапах чемпионата мира и Европы, но без получения очков в итоговую таблицу. А в региональных турнирах очки продолжали начисляться, и сборная СССР использовала «пятёрку» вплоть до окончания сезона 1988, последнего когда Кубок Дружбы социалистических стран по ралли разыгрывался на машинах группы B. Для сборной СССР в этом турнире LADA 2105-VFTS была основной в 1984—1988 годах, и все эти годы советским раллистам удавалось побеждать в командном зачёте. Самым успешным стал 1986 год, когда Валло Соотс и Эугениус Тумалявичус смогли также занять два первых места и в личном зачёте кубка. Помимо советских раллистов, на модели активно выступали спортсмены других стран восточного блока: большая группа лидеров сборных Болгарии и Венгрии, один из сильнейших чешских раллистов Вацлав Блахна, некоторые из лидеров сборной ГДР, и другие.
Сохранившиеся экземпляры автомобилей Lada 2105 VFTS до сих пор активно используются в автоспорте. Плюс произведено немало копий этой модели, для них даже были созданы отдельные классы в раллийных чемпионатах Венгрии и Литвы.

### Лада-2108 ЭВА

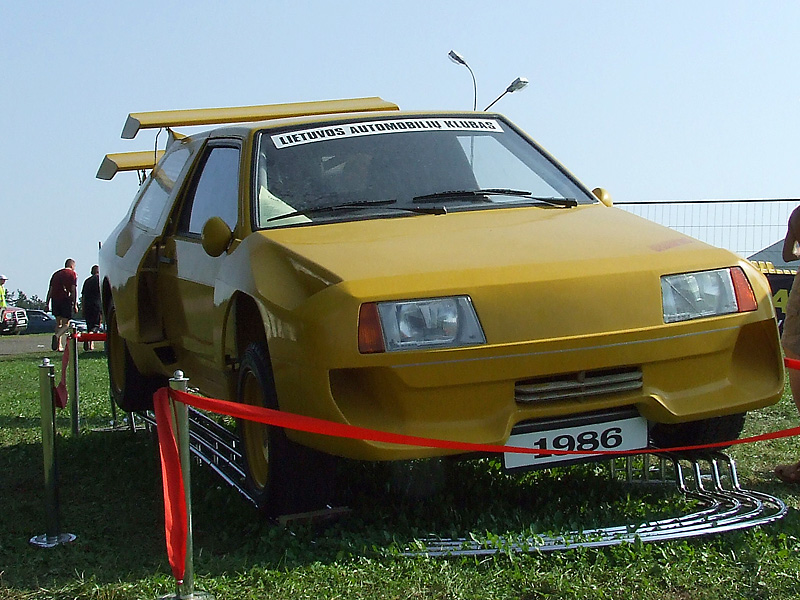
«Лада-2108 ЭВА»

Также была предпринята попытка построить более экстремальную версию, Lada Samara S-proto, планируемой к внедрению Группы S. Внешне новинка напоминала ВАЗ-2108, но имела минимальное число кузовных деталей, агрегатов и узлов от «Самары». 1,8-литровый 16-клапанный силовой агрегат с впрыском топлива и турбонаддувом размещался за сиденьями экипажа в пределах базы, он был построен на основе глубоко модернизированного двигателя ВАЗ-2106, и выдавал мощность около 300 л. с. Привод осуществлялся на заднюю ось. Большая часть кузовного оперения была изготовлена специалистами Пренайского экспериментального завода ДОСААФ спортивной авиации. От «восьмёрки» осталась только светотехника, лобовое стекло и средняя часть кузова. Передняя и задняя части кузова базировались на пространственной трубчатой раме, к которой прикреплялись агрегаты и узлы машины, получившей в СССР название «Лада-2108 ЭВА». Однако, изготовить первые ходовые экземпляры удалось только к концу 1986 года, когда уже было известно, что с 1987-го Группа B окажется под запретом, а введение Группы S будет отменено. Поэтому машине не удалось выйти на старт официальных соревнований, она участвовала только в тестах и использовалась в ралли в качестве нулевой машины.